# La banda del trucido
La banda del trucido è un film italiano, del 1977, diretto da Stelvio Massi.
È il secondo film della serie sul personaggio di Er Monnezza, interpretato da Tomas Milian.
Non essendo stato girato da Umberto Lenzi, questo film fu la causa di polemica tra Lenzi e Milian, accusato dal regista di averlo "tradito" girando con Massi. Milian dovette comunque partecipare a causa di un vecchio contratto da onorare e non fu accreditato nella sceneggiatura, ma scrisse comunque tutti i suoi dialoghi (così come fece anche negli altri due film dove interpretò lo stesso personaggio) e girò le sue scene in soli cinque giorni mentre le intere riprese del film durarono circa tre settimane.

## Trama
Subentrato al commissario Taddei, ucciso da un bandito, nella carica di capo della sezione antirapine, il commissario Ghini scova e consegna alla giustizia l'assassino del collega. Intanto, un altro pericoloso delinquente, il siciliano Belli, che si propone di rapinare due rappresentanti di gioielli, si fa prestare dal romano Er Monnezza, un bandito all'antica, esperto di borseggi e contrario alla violenza, l'autista indispensabile al colpo, il giovane Osvaldo Rinaldi, detto Ranocchia.
Fallita la prima volta, la rapina ideata dal Belli, riesce alla seconda, ma a prezzo di una strage. Compiuto il colpo, Belli uccide Ranocchia, attirandosi contro, stavolta, non solo Ghini, ma anche il Monnezza e la sua banda. Insieme, pur agendo separatamente, i due riescono ad avere ragione del Belli: il commissario lo uccide; Monnezza si tiene il ricavato dei gioielli, che destina parte alla moglie di Ranocchia, parte alla propria donna e parte agli amici che lo hanno aiutato a sbarazzarsi del Belli.

## Distribuzione
La banda del trucido venne distribuito nel circuito cinematografico italiano il 18 marzo del 1977.